# Чешуегрудый мечеклювый древолаз
Чешуегрудый мечеклювый древолаз (лат. Dendroplex picus) — вид птиц семейства печниковых. В настоящее время этот вид и бразильский мечеклювый древолаз были выделены в отдельный род Dendroplex согласно недавно подтверждённым молекулярным данным. Птица обитает в Боливии, Бразилии, Колумбии, Эквадоре, Французской Гвиане, Гайане, Панаме, Перу, Суринаме, Тринидаде и Тобаго и Венесуэле. Его естественной средой обитания являются субтропические и тропические сухие леса, субтропические и тропические влажные низменные леса, субтропические и тропические мангровые леса, а также сильно поредевшие первичные леса.
Ареал чешуегрудого мечеклювого древолаза охватывает Центральную и север Южной Америки, восток Андской кордильеры, а также весь бассейн Амазонки и Каатинги. Только в четырёх странах (Чили, Аргентине, Парагвае и Уругвае) чешуегрудый мечеклювый древолаз не встречается.